# Haploa comma
Haploa comma är en fjärilsart som beskrevs av Walker 1855. Haploa comma ingår i släktet Haploa och familjen björnspinnare. Inga underarter finns listade i Catalogue of Life.